# Zofia Augusta z Holsztynu-Gottorp
Sophie Auguste (ur. 5 grudnia 1630, zm. 12 grudnia 1680 w Coswig) – księżniczka Holsztynu-Gottorp, poprzez małżeństwo księżna Anhalt-Zerbst. W latach 1667–1674 sprawowała regencję w imieniu syna Karola Wilhelma. Księstwo to było wówczas częścią Świętego Cesarstwa Rzymskiego.
Urodziła się jako najstarsza córka księcia Holsztynu-Gottorp Fryderyka III i jego żony księżnej Marii Elżbiety.
16 września 1649 poślubiła księcia Anhalt-Zerbst Jana VI. Para miała czternaścioro dzieci:
- księcia Jana Fryderyka (1650–1651)
- księcia Jerzego Rudolfa (1651-1652)
- Karola Wilhelma (1652-1718), kolejnego księcia Anhalt-Zerbst
- Antoniego Gintera (1653–1714), przyszłego księcia Anhalt-Mühlingen[1]
- księcia Jana Adolfa (1654–1726)
- Jana Ludwika I (1656–1704, przyszłego księcia Anhalt-Dornburg[1]
- księcia Joachima Ernesta (1657–1658)
- księżniczkę Magdalenę Zofię (1658-1659)
- księcia Fryderyka (1660–1660)
- księżniczkę Jadwigę (1662–1662)
- księżniczkę Zofię Augustę (1663–1694)
- córkę (1664–1664)
- księcia Albrechta (1665–1665)
- księcia Augusta (1666–1667)